# پل‌های موقت خشایارشا

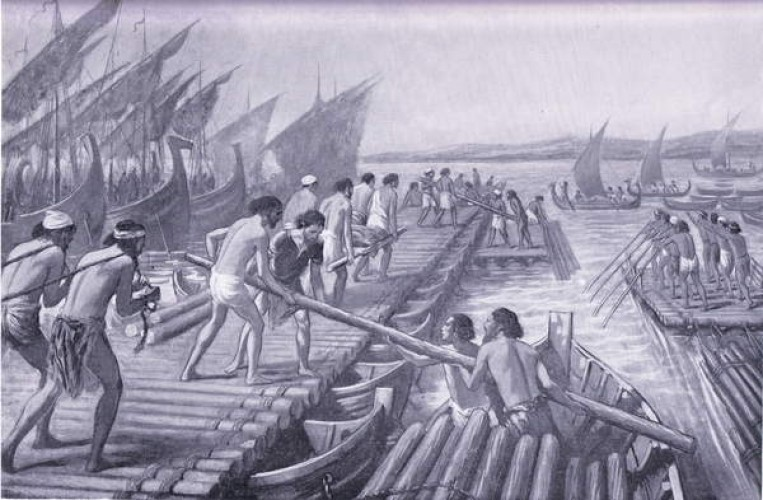
ساخته شدن پل‌های موقت خشایارشا توسط دریانوردان فنیقی.

پل‌های موقت خشایارشا (به انگلیسی: Xerxes' Pontoon Bridges) در سال ۴۸۰ قبل از میلاد و در خلال لشکرکشی او به آتن در دومین تهاجم ایرانیان به یونان، به فرمان او در تنگه داردانل و با به هم دوختن قایق‌های دراز فنیقی ساخته شدند، تا آسیا را به تراکیه متصل کنند و لشکر انبوه خشایارشا را به اروپا انتقال دهند. روایت ساخته شدن این پل از هرودوت بر جای مانده‌ است.
این پل‌های موقت یکی از شاهکارهای مهندسی و خارق‌العاده در جهان باستان هستند. تعریف ساده این معماری شِگِرف مُهندِسین ایرانی این است که آنها با نُبوغ حیرت‌آورشان پُلی از قایق بر روی بغاز (تنگه) داردانِل ساختند که نیروی زمینی ایران توانست از روی آن عبور کرده و وارد خاک یونان شود. نیروی دریایی ارتش ایران نیز از مسیرهای آبی و دریایی عبور کرد.

## روایت هرودوت

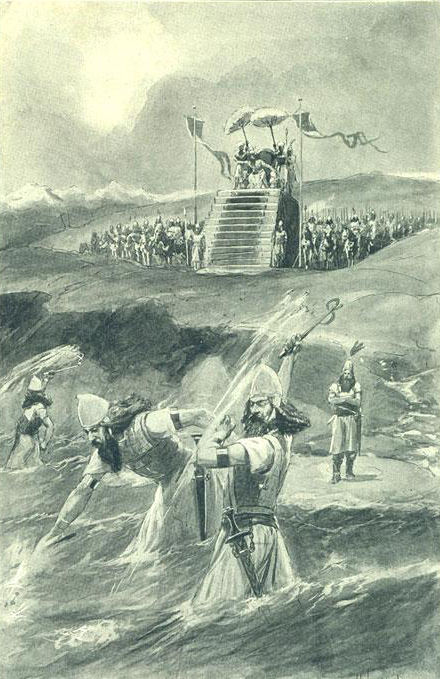
تازیانه زدن آب سرکش توسط سربازان خشایارشا

بر اساس روایت هرودوت، خشایارشا که در پی به پایان رسانیدن لشکرکشی پدرش داریوش به یونان بود، تجهیزات فراوانی برای لشکرکشی خود فراهم ساخت. او دستور داد قایق‌هایی را مجهز کنند و آنها را با ریسمان‌هایی از پاپیروس و کتان به یکدیگر وصل کنند، تا پلی موقت برای عبور ارتش انبوهش به اروپا ساخته شود. وقتی ارتش خشایارشا از سارد به ابیدوس در ساحل داردانل رسید. دو پل شناور ساخته شده بود که ابیدوس را به سستوس در آن سوی تنگه متصل می‌کرد. اما پل‌های مذکور به دنبال طوفانی نابود شدند. خشایارشا متصدیان سازندهٔ پل را گردن زد و روایت شده که دستور داد زنجیرهای بزرگ گداخته در دریای داردانل بیندازند و سربازانش سیصد ضربه شلاق به آب داردانل بزنند.
خشایارشا سپس فرمان ساخت پل‌های جدیدی را صادر کرد. پل‌های جدید از به هم اتصال دادن کشتی‌ها و ترایریم‌های یونانی و فنیقی ساخته شد. ۳۶۰ کشتی برای ساختن پل شمال شرقی و ۳۱۴ کشتی برای ساختن پل جنوب غربی استفاده شد و برای تثبیت محل کشتی‌ها در انتهای تمام آنها لنگر به دریا انداخته شد. کشتی‌ها با استفاده از ریسمان‌های پاپیروس و کتان سفید به هم متصل شدند و با قرقره‌های بزرگ این اتصال مقاوم گردید. سه دهانه برای عبور قایقهای کوچک تعبیه شد. سپس برای ایجاد مسیر عبور مابین طناب‌ها و روی کشتیها با خاک پر شده و روی آنها تخته‌های چوب گذاشته شد. تخته‌هایی نیز در دو طرف این عبورگاه از روی کشتی‌ها ایجاد شد تا اسب‌ها و حیوانات وحشت نکنند. عبور از داردانل هفت روز و هفت شب به‌طول انجامید و برای عبور سپاهیان از پل شمال غربی و برای عبور حیوانات از پل جنوب شرقی استفاده شد.
پس از عبور سپاهیان خشایارشا، پل‌ها بر جای خود باقی ماند. بعدها وقتی که گروهی از پارسیان به آسیا عقب نشستند، ویرانه‌ای از آنها برجای مانده بود که طوفانی دیگر آنها را تخریب کرده بود.